# Alex Ekström
Oskar Harald Alexius "Alex" Ekström (Enköping, 4 de outubro de 1883 — Estocolmo, 20 de fevereiro de 1958) foi um ciclista sueco. Competiu como representante de seu país, Suécia, nos Jogos Olímpicos de Verão de 1912 em duas provas de ciclismo de estrada.